# 檵木屬
檵木屬（學名：Loropetalum），是金縷梅科的一個屬，包含3-4種灌木，原生於日本及東南亞。
拉丁文名稱Loropetalum來自對其花型的描述，是由希臘文的loron（皮帶）及petalon（花瓣）結合而成，形容本屬植物長條狀的花瓣像皮帶一樣。春天開花的時候，常是數朵花簇生在一起，花序形狀與其近親金縷梅屬相似。視乎種類而定，每朵花包含了4－6片修長條子狀的花瓣，每條長約1－2cm。

## 種類
- Loropetalum chinense (Benth.) Oliv.
- Loropetalum flavum Aver., P.K. Endress & K.S. Nguyen,
- Loropetalum lanceum Handel-Mazzetti

曾属於本属的物种：
- 四药门花 Loropetalum subcordatum,现已独立成四药门花属 Tetrathyrium subcordatum[來源請求]